# Número pseudoprimo
Los pseudoprimos son aquellos números que, sin ser primos, verifican el test de base b, o lo que es lo mismo:
Siendo n perteneciente a los números enteros, se dice que n es pseudoprimo respecto la base b si es compuesto y además verifica la congruencia:
{\displaystyle b^{n-1}\equiv 1{\pmod {n}},}
es decir, n divide a bn-1-1.
Esta propiedad es un caso particular del Pequeño Teorema de Fermat y por tanto siempre se verifica para números primos.

## Ejemplos
{\displaystyle 2^{12}\equiv 1{\pmod {13}}}
Aquí se verifica la ecuación pues 13 es primo.
{\displaystyle 2^{2046}\equiv 1{\pmod {2047}}}
Aquí se verifica la ecuación para 2047=23×89. Entonces 2047 es un pseudoprimo en base 2.